# 一號驅逐戰車
一號驅逐戰車是德軍二戰中所使用的第一款驅逐戰車。它是在移除炮塔的一號坦克B型的底盤上安裝了一門捷克斯柯達公司生產的Pak 38(t)反坦克炮。它的設計旨在對付法軍類似于B1坦克的重型裝甲（當時德軍廣泛裝備的3.7cm火炮不能很好地對付它們）。在之后的作戰中，這種車輛發揮的作用也比過時的I號坦克要大。在1940年3月到1941年2月，一共有202輛一號坦克改裝為了一號驅逐戰車。它們曾經參與法國戰役、北非戰役，并在之后的東線戰場服役。

## 設計與制造
一號驅逐戰車移除了原來底盤上的炮塔，同時安裝了一個炮盾用于保護車輛和里面的成員。它的反坦克炮在移除了原來的底座部分后，安裝在了其戰鬥室中。不過，反坦克炮原來的炮盾得到了保留。一號驅逐戰車通常攜帶74發穿甲彈和10發高爆彈。
一號驅逐戰車一共生產了202輛。阿凱特（英語：Alkett）在1940年改裝了第一批共132輛。第二批中有10輛仍然由阿凱特進行改裝，剩余的60輛則是克洛克納 - 洪堡道依茨在1940年到1941年間改裝的。第二批和第一批很好區分因為第二批的炮盾是7面的，而第一批的炮盾則是5面的。
這款驅逐戰車的正式名稱是“安裝捷克造4.7cm反坦克炮的移除炮塔的一號坦克”。（德語：4.7 cm PaK(t) (Sf) auf Panzerkampfwagen I ohne Turm）
|        | 前                      | 側                      | 后                    | 底部/頂部        |
| 炮盾   | 14.5 mm（0.57英寸）/27° | 14.5 mm（0.57英寸）/27° | none                  | none             |
| 戰鬥室 | 13 mm（0.51英寸）/22°   | 13 mm（0.51英寸）/12°   | 13 mm（0.51英寸）/0°  | 6 mm（0.24英寸） |
| 底盤   | 13 mm（0.51英寸）/27°   | 13 mm（0.51英寸）/0°    | 13 mm（0.51英寸）/17° | 6 mm（0.24英寸） |

## 從屬

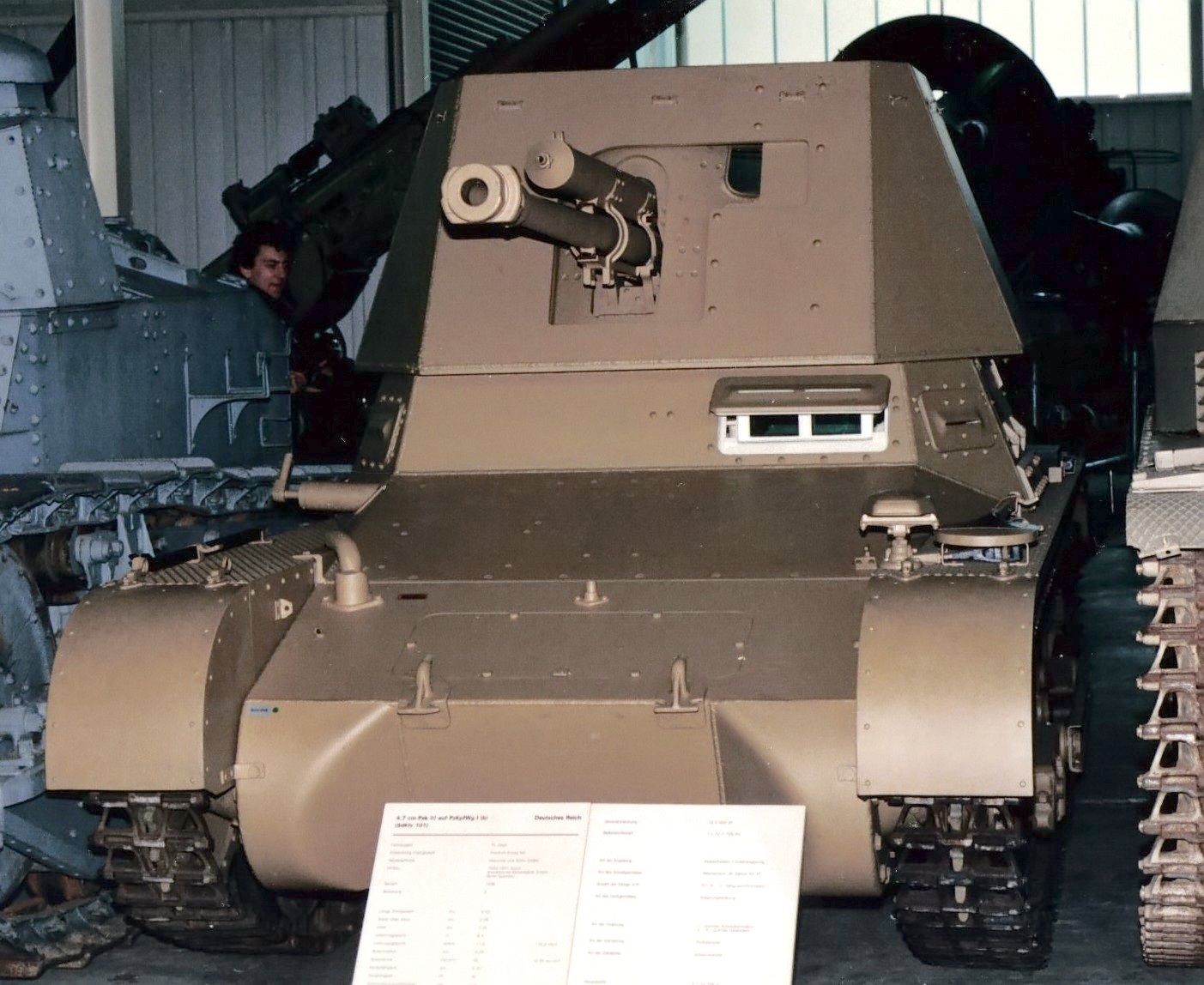
現存的一號驅逐戰車

一號驅逐戰車通常被分配到由9輛戰車組成的連中，而三個這樣的連即組成一個營。而在法國戰役中，只有521反坦克營下屬的連由6輛戰車組成。在法國戰役中，除了兩輛例外，所有的一號驅逐戰車都由獨立反坦克營使用。然而，在巴爾幹戰役后，一個獨立反坦克營被劃到了親衛隊第1師，還有一個獨立反坦克營被劃到了第900機動訓練大隊從而為巴巴羅薩行動做準備。

## 作戰歷史
一共有99輛一號驅逐戰車參與了法國戰役，它們分屬於521，616，643，670反坦克營。只有521反坦克營從戰爭的一開始就參與了作戰，而剩下的幾個營都在作戰開始后的幾天才完成訓練加入了戰鬥。
27輛一號驅逐戰車曾由北非的605反坦克營裝備。它們在1941年3月18日到21日間抵達利比亞的的黎波里。在1941年9月又送出了5輛用于彌補戰損，但實際上只有3輛在10月2日由卡斯特利翁號貨船運抵。在英國的十字軍行動開始時，這個營還處于滿員狀態，但是卻在這次戰鬥中損失了13輛車輛。不過，在1942年又有4輛一號驅逐戰車送出，因此，在甘扎拉戰役開始時，該營一共有17輛戰車可用。儘管在1942年9月或10月又運來了3輛，但是在阿拉曼戰役開始時，該營只有11輛車輛可用。該營在1942年11月接收了最后兩輛用於補充的一號驅逐戰車。
在巴巴羅薩行動中，521, 529, 616, 643，670反坦克營裝備了135輛一號驅逐戰車。它們在戰役的開始階段被劃分到以下的部隊中：
| 營  | 軍             | 軍團         | 集團軍     |
| 521 | 第24軍         | 第2裝甲集團  | 中央集團軍 |
| 529 | 第7軍          | 第四軍團     | 中央集團軍 |
| 616 |                | 第四裝甲集團 | 北方集團軍 |
| 643 | 第49軍(摩托化) | 第三裝甲集團 | 中央集團軍 |
| 670 |                | 第一裝甲集團 | 南方集團軍 |

在1941年6月27日，529反坦克營損失了4輛一號驅逐戰車，在1941年11月23日補給后，該營一共還有16輛戰車，儘管兩輛已經不可用。大部分都在之后的戰鬥損失，因為該營在1942年6月解散時只有2輛車輛了。而616反坦克營直到1942年秋天都還有倖存的一號驅逐戰車。

## 作戰記錄
643反坦克營，1940年7月

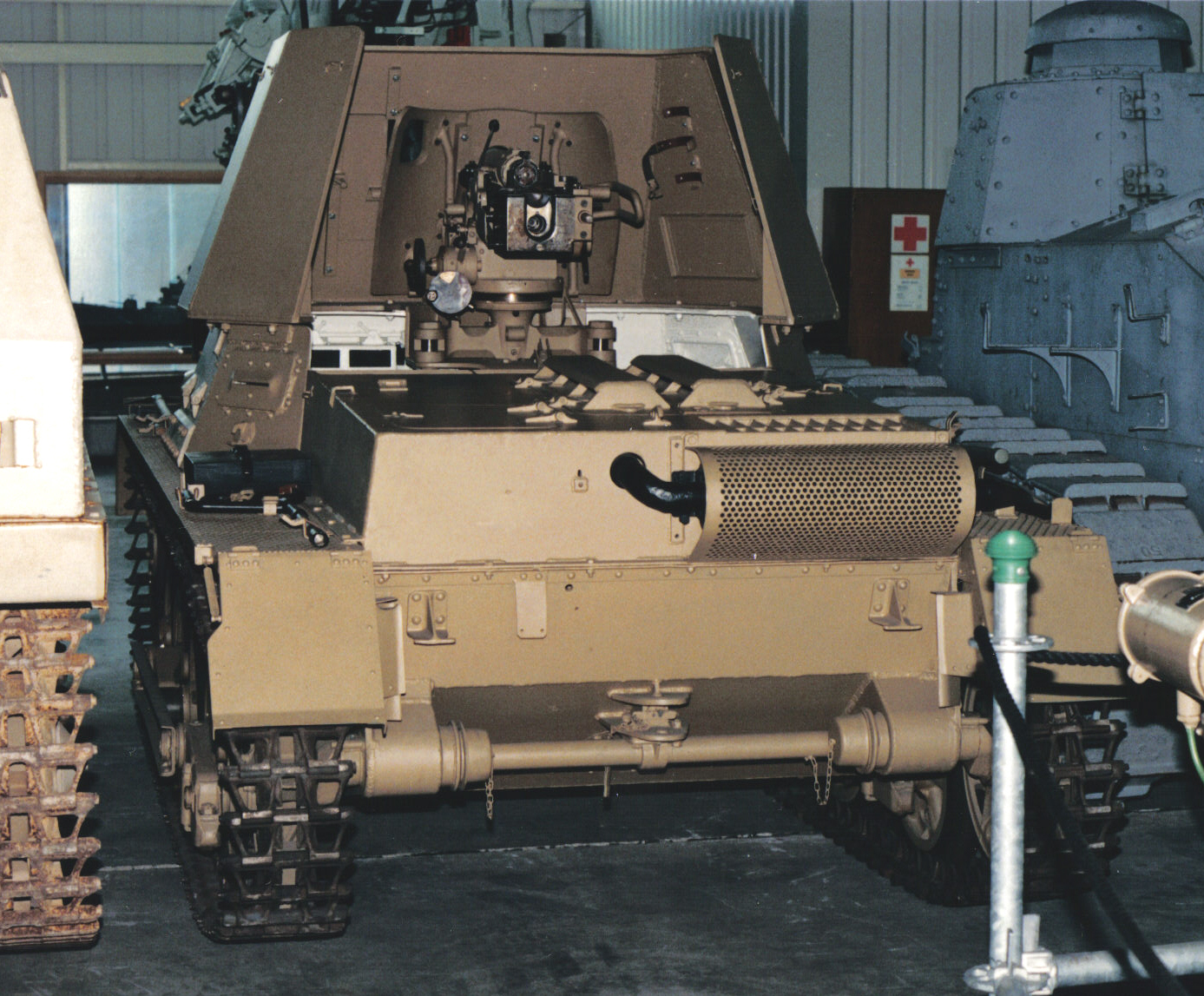
從后方開第二批改裝的一號驅逐戰車

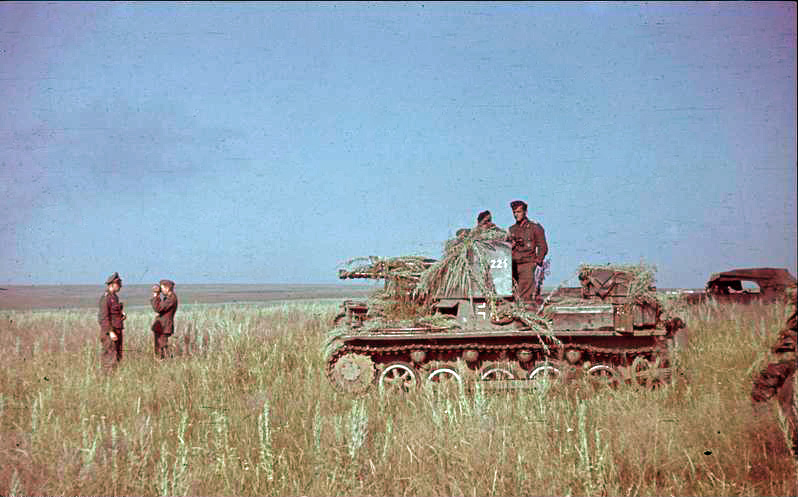
烏克蘭西部的一號驅逐戰車，攝于1941年

“4.7cm穿甲彈在500m的距離上可以很好地擊穿45-50mm裝甲——甚至600m的距離上也可以。不過視野很差，你必須要把頭伸出炮盾才能看到前面，這樣很容易導致被爆頭。這樣的結果就是乘員在村莊中作戰或是在街道上對付街道上的街壘，機槍巖體或是坦克的時候視野很差。”
521反坦克營，1941年7月
“4.7cm火炮的有效射程是1000-1200m，而最大射程則是1500m。正如在莫吉廖夫和羅高壽附近發生的那樣，當攻擊裝備反坦克炮的地方目標或是火炮時候，一號驅逐戰車常常因為戰鬥室比較高而成為對方的靶子，在可以攻擊以前就被擊毀了。”
“當大口徑的高爆彈接近時，碎片直接穿透薄弱的裝甲，正如在羅高壽附近發生的那樣。俄羅斯的4.5cm反坦克炮可以在1200m外擊穿一號驅逐戰車的裝甲。在這種形勢下，1營已經損失了10輛車輛中的5輛，而且只有2輛可以修好。”
605反坦克營 1942年7月
“這門火炮的準確性很好，這一點尤其要談到。在1000m內的攻擊幾乎在第一次就能命中。不過，火炮的穿透力太低，甚至低於了在沙漠中作戰的必要需求。底盤過于脆弱，發動機馬力也不足。懸掛系統中的彈簧常常會斷裂。”

“一方面，我們在400m的距離上用APCR彈擊穿了3輛瑪蒂爾達II。這門火炮常常可以貫穿60mm的裝甲。因此，雖然這種炮彈只有很少的數量，但是很不錯。4.7cm火炮的穿甲彈雖卻不能在600m-800m的距離上擊穿瑪蒂爾達II，但里面的乘員卻不得不棄車逃走，因為彈片已經剝落了內層的裝甲。”

## 腳注
1. 1 2 3 4 5  知兵堂. . 臺灣: 知兵堂. 2012-12: 43. ISBN 978-986-89028-2-4.
2. 1 2 3  Jentz, pp. 46, 56
3. 1 2 3  Jentz, p. 46
4. ↑  Jentz, p. 61
5. 1 2  Jentz, p. 56
6. ↑  Jentz, pp. 46, 52
7. 1 2 3  Jentz, p. 60
8. 1 2  Jentz, p. 58
9. ↑  Jentz, p. 54